# Adonis villosa
Adonis villosa är en ranunkelväxtart som beskrevs av Carl Friedrich von Ledebour. Adonis villosa ingår i släktet adonisar, och familjen ranunkelväxter. Inga underarter finns listade i Catalogue of Life.